# Magnus I Pobożny
Magnus I Pobożny, niem. Magnus I. der Fromme (ur. ok. 1310, zm. 1369) – książę Brunszwiku od 1344 r. z dynastii Welfów.

## Życiorys
Magnus I był jednym z licznych synów księcia Getyngi i Brunszwiku Albrechta II Tłustego oraz Ryksy, córki księcia Werle Henryka I. Ojciec zmarł, gdy Magnus był jeszcze dzieckiem – swą młodość spędził pod opieką najstarszego spośród braci, Ottona Łagodnego. Około 1327 r. Magnus poślubił dziedziczkę palatynatu saskiego i marchii Landsbergu, Zofię (córkę margrabiego brandenburskiego na Stendal i Landsbergu Henryka I bez Ziemi). W 1333 cesarz Ludwik IV Bawarski nadał te ziemie Magnusowi, jednak doprowadził to do konfliktu Magnusa z arcybiskupem Mageburga Ottonem z Hesji.
W 1344 zmarł Otto Łagodny, nie pozostawiając synów – w tej sytuacji rządy w Brunszwiku i Getyndze przejął Magnus wraz z kolejnym z młodszych braci, Ernestem. W następnym roku bracia przeprowadzili podział kraju, wskutek którego Magnus otrzymał Brunszwik i Wolfenbüttel, a Ernest mniej dochodowe części państwa z Getyngą. Jednocześnie Magnus dopuścił do współrządów swego syna Magnusa II Młodszego (w 1348 r. wydzielił mu część księstwa z Sangerhausen).
W 1347 r. Magnus został zmuszony do sprzedania palatynatu saskiego i Landsbergu saskim Wettinom, a w 1350 r. Karol IV Luksemburski pozbawił go tytułu palatyna saskiego i margrabiego Landsbergu. Karol IV sprzeciwił się także planom Magnusa i jego kuzyna księcia Lüneburga Wilhelma II, którzy w 1355 r. zawarli układ o zaręczynach młodszego syna Magnusa Ludwika z córką Wilhelma i o dziedziczeniu przez Ludwika po śmierci Wilhelma. Cesarz Karol tymczasem popierał sukcesję w Lüneburgu dla swych stronników, książąt Saksonii-Wittembergii. Eskalacja tego konfliktu nastąpiła w 1369 r., zaraz po śmierci Magnusa i jego kuzyna Wilhelma, gdy Magnus Młodszy spróbował objąć dziedzictwo w Brunszwiku i Lüneburgu.